# كريثيا (ثيسالونيكي)
كريثيا (Κριθιά) هي مدينة في ثيسالونيكي في مقاطعة فوريا إلادا في اليونان.